# Casa Solduga
La Casa Solduga és una obra de la Pobla de Segur (Pallars Jussà) inclosa a l'Inventari del Patrimoni Arquitectònic de Catalunya.

## Descripció
Casa entre mitgeres de baixos, tres plantes i golfes. Als baixos hi ha l'accés als habitatges i una confiteria, posteriorment tancada. La façana és plana i arrebossada, estant coronada per una cornisa de motlluratge de guix. Al primer pis hi ha un senzill balcó corregut de grans dimensions amb baranes de ferro forjat. Als altres pisos hi ha dos balcons a cada planta que disminueixen de mida amb l'alçada.
És una casa d'habitatges, amb comerç, típica del segle passat.

## Història
Hi ha una data a la barana de forja del balcó corregut (1866).